# Concerto pour piano no 23 de Mozart
Pour les articles homonymes, voir Concerto pour piano (homonymie).
Le Concerto pour piano no 23 en la majeur, K. 488, est un concerto pour piano du compositeur classique Wolfgang Amadeus Mozart. Le deuxième mouvement figure parmi les œuvres les plus connues du compositeur.

## Création
Mozart réside à Vienne lorsqu'il compose cette œuvre, au printemps 1786, à la même période que son opéra Les Noces de Figaro.

## Instrumentation
| Instrumentation du Concerto pour piano no 23                         |
| Clavier                                                              |
| piano                                                                |
| Cordes                                                               |
| premiers violons, seconds violons, altos, violoncelles, contrebasses |
| Bois                                                                 |
| 1 flûte, 2 clarinettes en la, 2 bassons                              |
| Cuivres                                                              |
| 2 cors en la                                                         |

## Structure
Comme les concertos de forme classique, le Concerto pour piano no 23 en la majeur, comprend 3 mouvements :
1. Allegro, en la majeur, à , cadence à la mesure 297, 313 mesures
2. Adagio, en fa dièse mineur, à 
, 99 mesures
3. Allegro assai, en la majeur, à , 524 mesures.

Durée : environ 26 minutes

### Allegro
Le premier mouvement, de forme sonate, est de structure assez rythmée, rapide, en tonalité de la majeur. L'orchestre introduit dès le début les thèmes du soliste, qui les reprend ensuite, dans le même ordre.
Le second thème, en mi, ressemble à un sujet de fugue, que Mozart semble traiter comme une synthèse des langages de Bach et de Haydn. Une cadence suivie d'une coda conclut le premier mouvement, mais Mozart fait réentendre avant la cadence « la belle et noble mélodie » du second thème.

### Adagio
Le deuxième mouvement, dans la tonalité de fa dièse mineur — unique dans l'œuvre de Mozart —, constitue le cœur de l'œuvre. La première partie expose une mélodie simple à laquelle sa couleur sombre et son rythme lent confèrent un caractère mélancolique. Une seconde mélodie, plus soutenue et rapide, mais dans la même tonalité, ajoute un caractère particulièrement dramatique à l'œuvre. Henri Ghéon écrit que « la beauté de ce chant ne souffre pas de discussion : bien desséché qui n'en serait ému aux larmes ».

### Allegro assai
Le troisième mouvement est composé de nombreuses mélodies rapides avec de fréquents changements de tonalité, qui apportent à l'œuvre un caractère brillant. « L'un des morceaux les plus entraînant et les plus contagieux qui aient jamais jailli de Mozart, débordant d'une énergie et d'une vie non méconnaissable, et pas seulement agité […]. C'est le finale le plus réussi et le plus puissant de toute la série » des concertos pour piano « nous ne pouvons lui égaler que celui du concerto en fa, K. 459 ».

## Commentaires
- Le 2e mouvement a été abondamment utilisé comme musique de film (ex : L'Incompris réalisé par Luigi Comencini ou Le Nouveau Monde de Terrence Malick). Il est également présent dans l'acte III du ballet Le Parc d'Angelin Preljocaj, dans la scène de l'Abandon. Air France a également utilisé ce morceau pour leur publicité appelé "L'envol".

- Olivier Messiaen qualifie ce concerto ainsi : « Il se place au tout premier rang des 22 concertos pour piano ; c'est sûrement le plus parfait de tous, si non le plus beau ! »[6]. Girdlestone le considère comme « l'une des créations les plus personnelles du musicien »[7] et Jean-Victor Hocquard écrit : « Sur le double plan de l'écriture et de l'invention mélodique, c'est un pur chef-d'œuvre »[8].
- Josef Stalin l'aurait écouté sur un gramophone lors de sa mort, joué par Maria Yudina[9].